# Jindřich Roubík z Hlavatec
Jindřich Roubík z Hlavatec (†srpen 1477) byl český válečník, příznivec českého krále Jiřího z Poděbrad.

## Život
Byl synem Oldřicha Roubíka z Hlavatec a na Dubném a jeho manželky Barbory z Drahova. Ve dnech 3. a 4. května 1467 bojoval v bitvě u Soběslavi na straně vojska Jana II. z Rožmberka, který byl tehdy příznivcem Jiřího z Poděbrad, s vojsky Zdeňka ze Šternberka, resp. Jednoty zelenohorské.
Když se však Jan II. z Rožmberka v roce 1468 přiklonil k uherskému králi Matyáši, rožmberské vojsko obsadilo dubenskou tvrz Roubíků. Z Jindřicha Roubíka z Hlavatec se proto stal zarputilý nepřítel rodu Rožmberků. V roce 1469 se nakrátko zmocnil Čakova, ale obsadil též rožmberský hrad v Netolicích a držel ho až do své smrti. Útočil též na Helfenburk. Stal se hejtmanem v Písku. V roce 1471 (po smrti krále Jiřího z Poděbrad) se zmocnil hradu Hluboká a královně Johaně ho vrátil až poté, co mu byly zaplaceny válečné škody. V roce 1475 získal (násilně obsadil) tvrz v Holkově. Dne 21. prosince 1476 v Českém Krumlově doznal, že přijal od Bohuslava ze Švamberka ve třech splátkách 686 zl. uher. a 30 gr. jako podíl z holdu v Rakousích. V srpnu 1477 zemřel.